# Fischbach-Oberraden
Fischbach-Oberraden település Németországban, Rajna-vidék-Pfalz tartományban. Lakosainak száma 54 fő (2023. december 31.).

## Népesség
A település népességének változása:
| Lakosok száma | 58   | 66   | 65   | 52   | 53   | 54   |
|               | 1975 | 2017 | 2019 | 2021 | 2022 | 2023 |